# Альяріс
Альяріс (гал. Allariz, ісп. Allariz) — муніципалітет в Іспанії, у складі автономної спільноти Галісія, у провінції Оренсе. Населення — 5821 осіб (2009).
Муніципалітет розташований на відстані близько 400 км на північний захід від Мадрида, 17 км на південь від Оренсе.
Муніципалітет складається з таких паррокій: Сантьяго-де-Альяріс, Санто-Естево-де-Альяріс, Аугас-Сантас, Коедо, Ос-Еспіньєйрос, Фольгосо, Мейре, Кейроас, Рекейшо-де-Вальверде, Сан-Мамеде-де-Уррос, Сан-Мартіньйо-де-Пасо, Сан-Трокадо, Сан-Вітойро-да-Мескіта, Санта-Байя-де-Уррос, Сеоане, Торнейрос.

## Демографія
Динаміка населення (INE ):

## Галерея зображень

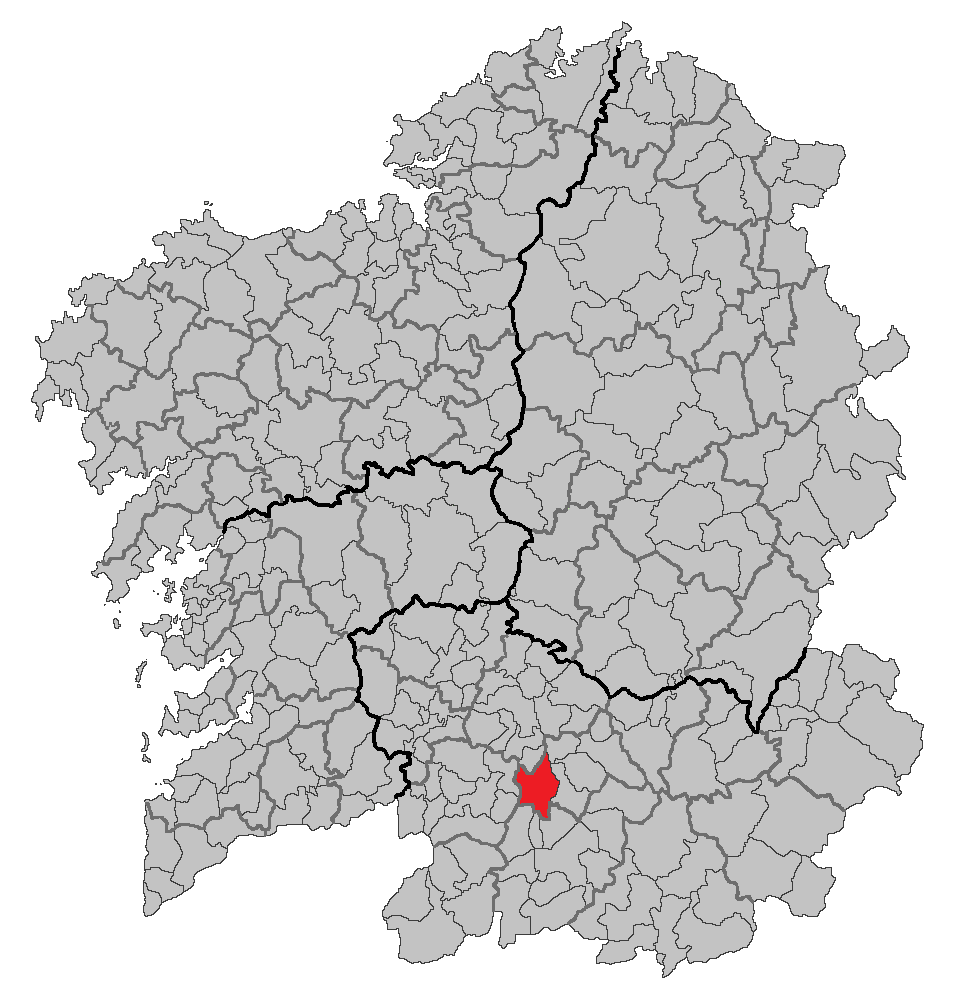
Розташування муніципалітету